# Gastes
Gastes (Gastas, en occitan) est une commune du Sud-Ouest de la France, située dans le département des Landes (région Nouvelle-Aquitaine). Elle appartient au Pays de Born.

## Géographie

### Localisation
Commune située dans la forêt des Landes en pays de Born sur l'ex-route nationale 652 entre Mimizan et Biscarrosse.

### Communes limitrophes
Les communes limitrophes sont  Biscarrosse, Parentis-en-Born, Pontenx-les-Forges, Saint-Paul-en-Born et Sainte-Eulalie-en-Born.
|                  | Biscarrosse            |                                                               |
| Océan Atlantique | Gastes                 | Parentis-en-Born                                              |
|                  | Sainte-Eulalie-en-Born | Pontenx-les-Forges, Saint-Paul-en-Born, (par un quinquepoint) |

### Climat
Pour des articles plus généraux, voir Climat de la Nouvelle-Aquitaine et Climat des Landes.
Historiquement, la commune est exposée à un climat océanique aquitain.  
En 2020, Météo-France publie une typologie des climats de la France métropolitaine dans laquelle la commune est exposée à un climat océanique et est dans la région climatique  Littoral charentais et aquitain, caractérisée par une pluviométrie élevée en automne et en hiver, un bon ensoleillement, des hiver doux (6,5 °C), soumis à la brise de mer.
Pour la période 1971-2000, la température annuelle moyenne est de 13,1 °C, avec une amplitude thermique annuelle de 13,6 °C. Le cumul annuel moyen de précipitations est de 1 103 mm, avec 13,1 jours de précipitations en janvier et 7,2 jours en juillet. Pour la période 1991-2020, la température moyenne annuelle observée sur la station météorologique la plus proche, située sur la commune de Biscarrosse à 7 km à vol d'oiseau, est de 14,6 °C et le cumul annuel moyen de précipitations est de 851,5 mm,. Pour l'avenir, les paramètres climatiques de la commune estimés pour 2050 selon différents scénarios d’émission de gaz à effet de serre sont consultables sur un site dédié publié par Météo-France en novembre 2022.

## Urbanisme

### Typologie
Au 1er janvier 2024, Gastes est catégorisée commune rurale à habitat dispersé, selon la nouvelle grille communale de densité à sept niveaux définie par l'Insee en 2022.
Elle est située hors unité urbaine. Par ailleurs la commune fait partie de l'aire d'attraction de Biscarrosse, dont elle est une commune de la couronne,. Cette aire, qui regroupe 7 communes, est catégorisée dans les aires de moins de 50 000 habitants,.
La commune, bordée par un plan d’eau intérieur d’une superficie supérieure à 1 000 hectares, le lac de Biscarrosse et de Parentis, est également une commune littorale au sens de la loi du 3 janvier 1986, dite loi littoral. Des dispositions spécifiques d’urbanisme s’y appliquent dès lors afin de préserver les espaces naturels, les sites, les paysages et l’équilibre écologique du littoral, tel le principe d'inconstructibilité, en dehors des espaces urbanisés, sur la bande littorale des 100 mètres, ou plus si le plan local d’urbanisme le prévoit.

### Occupation des sols

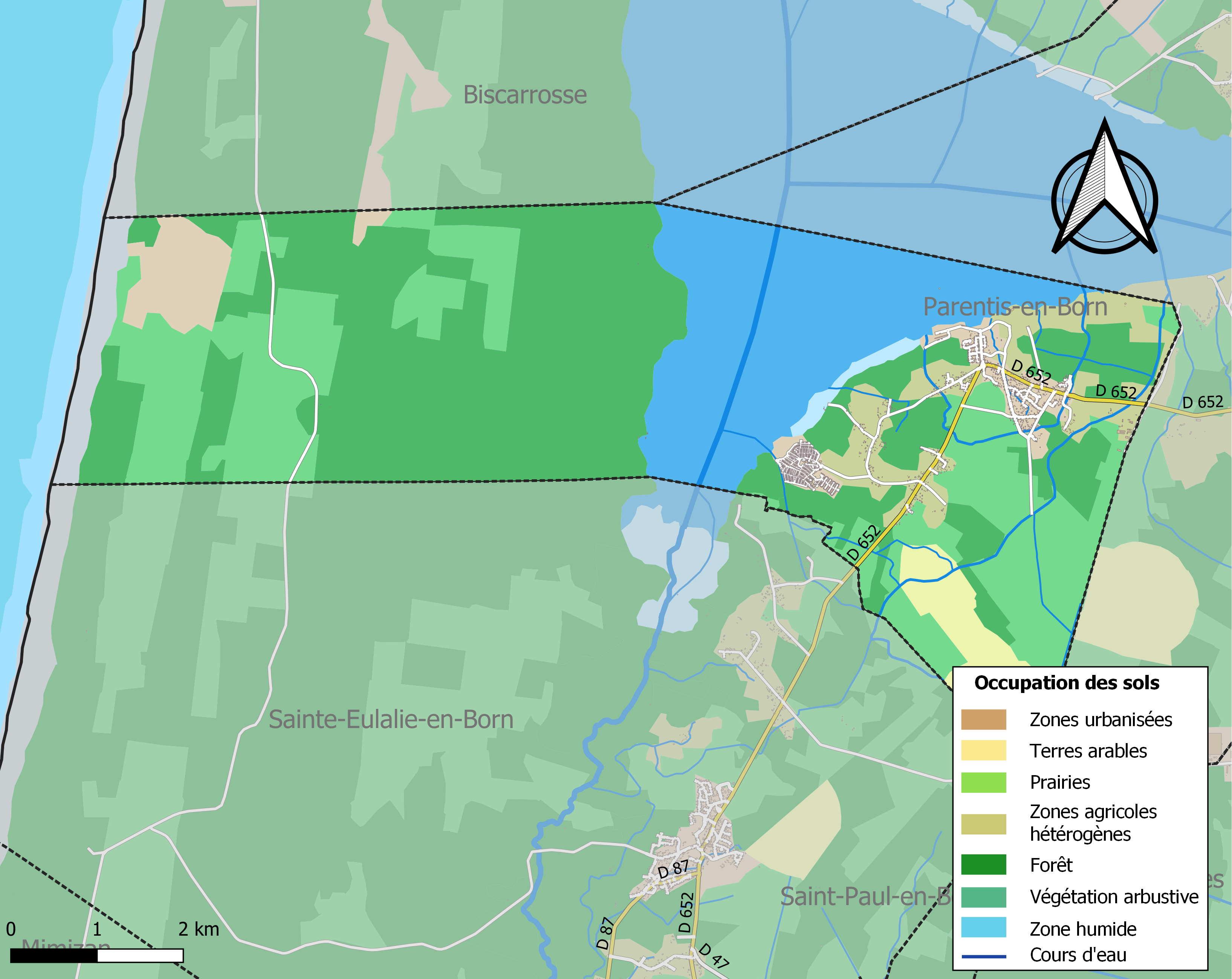
Carte des infrastructures et de l'occupation des sols de la commune en 2018 (CLC).

L'occupation des sols de la commune, telle qu'elle ressort de la base de données européenne d’occupation biophysique des sols Corine Land Cover (CLC), est marquée par l'importance des forêts et milieux semi-naturels (67,4 % en 2018), en diminution par rapport à 1990 (71,4 %). La répartition détaillée en 2018 est la suivante : forêts (40,5 %), milieux à végétation arbustive et/ou herbacée (25,1 %), eaux continentales (17,8 %), zones agricoles hétérogènes (5,9 %), zones industrielles ou commerciales et réseaux de communication (3 %), terres arables (2,6 %), zones urbanisées (1,9 %), espaces ouverts, sans ou avec peu de végétation (1,8 %), espaces verts artificialisés, non agricoles (0,8 %), zones humides intérieures (0,6 %). L'évolution de l’occupation des sols de la commune et de ses infrastructures peut être observée sur les différentes représentations cartographiques du territoire : la carte de Cassini (XVIIIe siècle), la carte d'état-major (1820-1866) et les cartes ou photos aériennes de l'IGN pour la période actuelle (1950 à aujourd'hui).

### Voies de communication et transports
Le chemin de Compostelle et la véloroute de 1200 km se rejoignent à Gastes,.

#### Voies
| 35 odonymes recensés à Gastes au 5 janvier 2014 | 35 odonymes recensés à Gastes au 5 janvier 2014 | 35 odonymes recensés à Gastes au 5 janvier 2014 | 35 odonymes recensés à Gastes au 5 janvier 2014 | 35 odonymes recensés à Gastes au 5 janvier 2014 | 35 odonymes recensés à Gastes au 5 janvier 2014 | 35 odonymes recensés à Gastes au 5 janvier 2014 | 35 odonymes recensés à Gastes au 5 janvier 2014 | 35 odonymes recensés à Gastes au 5 janvier 2014 | 35 odonymes recensés à Gastes au 5 janvier 2014 | 35 odonymes recensés à Gastes au 5 janvier 2014 | 35 odonymes recensés à Gastes au 5 janvier 2014 | 35 odonymes recensés à Gastes au 5 janvier 2014 | 35 odonymes recensés à Gastes au 5 janvier 2014 | 35 odonymes recensés à Gastes au 5 janvier 2014 | 35 odonymes recensés à Gastes au 5 janvier 2014 |
| Allée                                           | Avenue                                          | Bld                                             | Chemin                                          | Cours                                           | Impasse                                         | Passage                                         | Place                                           | Quai                                            | Rd-point                                        | Route                                           | Rue                                             | Square                                          | Villa                                           | Autres                                          | Total                                           |
| ----------------------------------------------- | ----------------------------------------------- | ----------------------------------------------- | ----------------------------------------------- | ----------------------------------------------- | ----------------------------------------------- | ----------------------------------------------- | ----------------------------------------------- | ----------------------------------------------- | ----------------------------------------------- | ----------------------------------------------- | ----------------------------------------------- | ----------------------------------------------- | ----------------------------------------------- | ----------------------------------------------- | ----------------------------------------------- |
| 7                                               | 6                                               | 0                                               | 0                                               | 1                                               | 4                                               | 0                                               | 2                                               | 0                                               | 0                                               | 0                                               | 13                                              | 0                                               | 0                                               | 2                                               | 35                                              |
| Notes « N »                                     | Notes « N »                                     | 1. 2. 3. 4.                                     | 1. 2. 3. 4.                                     | 1. 2. 3. 4.                                     | 1. 2. 3. 4.                                     | 1. 2. 3. 4.                                     | 1. 2. 3. 4.                                     | 1. 2. 3. 4.                                     | 1. 2. 3. 4.                                     | 1. 2. 3. 4.                                     | 1. 2. 3. 4.                                     | 1. 2. 3. 4.                                     | 1. 2. 3. 4.                                     | 1. 2. 3. 4.                                     | 1. 2. 3. 4.                                     |
| Sources : rue-ville.info & OpenStreetMap        |                                                 |                                                 |                                                 |                                                 |                                                 |                                                 |                                                 |                                                 |                                                 |                                                 |                                                 |                                                 |                                                 |                                                 |                                                 |

### Risques majeurs
Le territoire de la commune de Gastes est vulnérable à différents aléas naturels : météorologiques (tempête, orage, neige, grand froid, canicule ou sécheresse), feux de forêts, mouvements de terrains et séisme (sismicité très faible). Il est également exposé à un risque particulier : le risque de radon. Un site publié par le BRGM permet d'évaluer simplement et rapidement les risques d'un bien localisé soit par son adresse soit par le numéro de sa parcelle.

#### Risques naturels
Gastes est exposée au risque de feu de forêt. Depuis le 20 avril 2016, les départements de la Gironde, des Landes et de Lot-et-Garonne disposent d’un règlement interdépartemental de protection de la forêt contre les incendies. Ce règlement vise à mieux prévenir les incendies de forêt, à faciliter les interventions des services et à limiter les conséquences, que ce soit par le débroussaillement, la limitation de l’apport du feu ou la réglementation des activités en forêt. Il définit en particulier cinq niveaux de vigilance croissants auxquels sont associés différentes mesures,.
Les mouvements de terrains susceptibles de se produire sur la commune sont un recul du trait de côte et de falaises et des tassements différentiels.

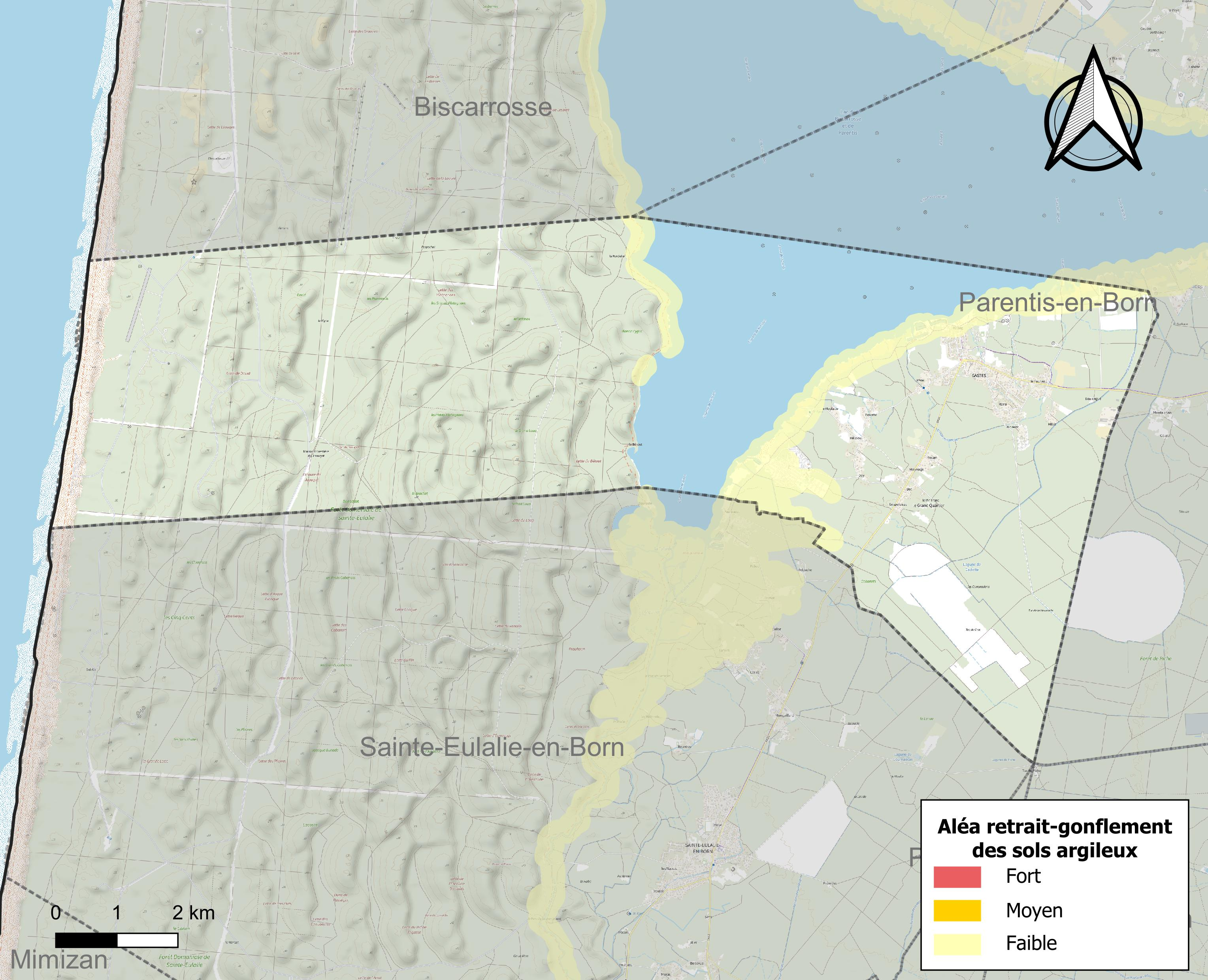
Carte des zones d'aléa retrait-gonflement des sols argileux de Gastes.

Le retrait-gonflement des sols argileux est susceptible d'engendrer des dommages importants aux bâtiments en cas d’alternance de périodes de sécheresse et de pluie. Aucune partie du territoire de la commune n'est en aléa moyen ou fort (19,2 % au niveau départemental et 48,5 % au niveau national). Sur les 538 bâtiments dénombrés sur la commune en 2019, aucun n'est en aléa moyen ou fort, à comparer aux 17 % au niveau départemental et 54 % au niveau national. Une cartographie de l'exposition du territoire national au retrait gonflement des sols argileux est disponible sur le site du BRGM,.
La commune a été reconnue en état de catastrophe naturelle au titre des dommages causés par les inondations et coulées de boue survenues en 1999, 2003 et 2009 et par des mouvements de terrain en 1999

#### Risque particulier
Dans plusieurs parties du territoire national, le radon, accumulé dans certains logements ou autres locaux, peut constituer une source significative d’exposition de la population aux rayonnements ionisants. Selon la classification de 2018, la commune de Gastes est classée en zone 2, à savoir zone à potentiel radon faible mais sur lesquelles des facteurs géologiques particuliers peuvent faciliter le transfert du radon vers les bâtiments.

## Toponymie
Gastes vient du latin vastas, signifiant une terre vide, déserte, désolée, inculte, synonyme des gâtines françaises.

## Histoire
La commune de Gastes est sur l'ancienne voie romaine littorale, dite camin arriou, qui reliait Bordeaux à Dax.
La paroisse de Gastes, au XIIIe siècle, est appelée la parrochia d'Ucera, du latin ilex/ilicis, que l'on peut traduire par « lieu couvert de houx ». Le toponyme Gastes, quant à lui, est attesté dès 1299.
Jadis, les habitants de Gastes étaient surnommés les Chinchaires, « pêcheurs, vendeurs de sangsues ».

## Politique et administration

### Liste des maires
| Période | Période   | Identité         | Étiquette | Qualité                                                                               |
| ------- | --------- | ---------------- | --------- | ------------------------------------------------------------------------------------- |
| 1977    | mars 2014 | Guy Ducournau    |           | Ingénieur informaticien retraité                                                      |
| 2014    | En cours  | Françoise Douste | DVD       | Retraitée du tourisme Presidente de la communauté de communes des Grands Lacs (2020-) |

### Politique environnementale
Dans son palmarès 2024, le Conseil national de villes et villages fleuris de France a attribué deux fleurs à la commune.

## Démographie
L'évolution du nombre d'habitants est connue à travers les recensements de la population effectués dans la commune depuis 1793. Pour les communes de moins de 10 000 habitants, une enquête de recensement portant sur toute la population est réalisée tous les cinq ans, les populations de référence des années intermédiaires étant quant à elles estimées par interpolation ou extrapolation. Pour la commune, le premier recensement exhaustif entrant dans le cadre du nouveau dispositif a été réalisé en 2006.

En 2022, la commune comptait 925 habitants, en évolution de +17,53 % par rapport à 2016 (Landes : +5,78 %, France hors Mayotte : +2,11 %).
| 1793 | 1800 | 1806 | 1821 | 1831 | 1836 | 1841 | 1846 | 1851 |
| ---- | ---- | ---- | ---- | ---- | ---- | ---- | ---- | ---- |
| 214  | 209  | 211  | 222  | 229  | 250  | 259  | 254  | 229  |

| 1856 | 1861 | 1866 | 1872 | 1876 | 1881 | 1886 | 1891 | 1896 |
| ---- | ---- | ---- | ---- | ---- | ---- | ---- | ---- | ---- |
| 312  | 333  | 395  | 390  | 380  | 339  | 348  | 379  | 396  |

| 1901 | 1906 | 1911 | 1921 | 1926 | 1931 | 1936 | 1946 | 1954 |
| ---- | ---- | ---- | ---- | ---- | ---- | ---- | ---- | ---- |
| 368  | 411  | 410  | 385  | 325  | 279  | 237  | 235  | 216  |

| 1962 | 1968 | 1975 | 1982 | 1990 | 1999 | 2006 | 2011 | 2016 |
| ---- | ---- | ---- | ---- | ---- | ---- | ---- | ---- | ---- |
| 234  | 205  | 259  | 281  | 368  | 410  | 573  | 610  | 787  |

| 2021 | 2022 | - | - | - | - | - | - | - |
| ---- | ---- | - | - | - | - | - | - | - |
| 897  | 925  | - | - | - | - | - | - | - |

## Économie
La commune de Gastes bénéficie des apports des forêts de chênes et pins ainsi que du lac de Biscarrosse-Parentis,.
Les activités développées sur le lac sont le nautisme, la voile, la pêche avec un dispositif pour l'handipêche, commerce et réparations de bateaux.
La forêt a fait place à certains endroits à des champs de céréales.
Cet environnement des forêts et du lac aux plages de sable fin et ses ports a favorisé le tourisme avec ses hôtels, campings et maisons d'hôtes.

## Lieux et monuments

### Les ports
La commune compte quatre ports :
- port des Brochets
- port des Calicobas
- port des Perches
- port des Sandres

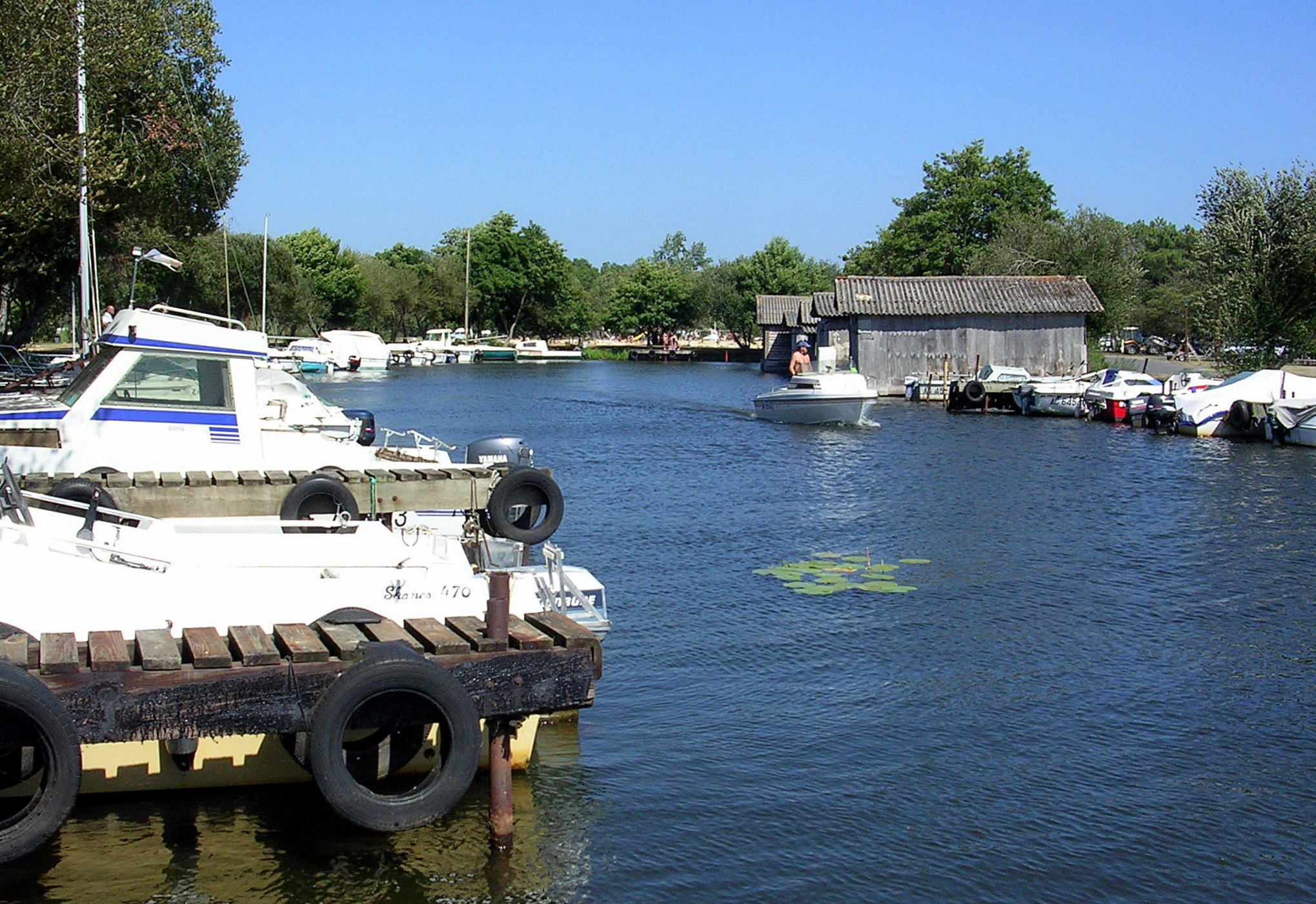
Le port sur l'étang de Gastes.
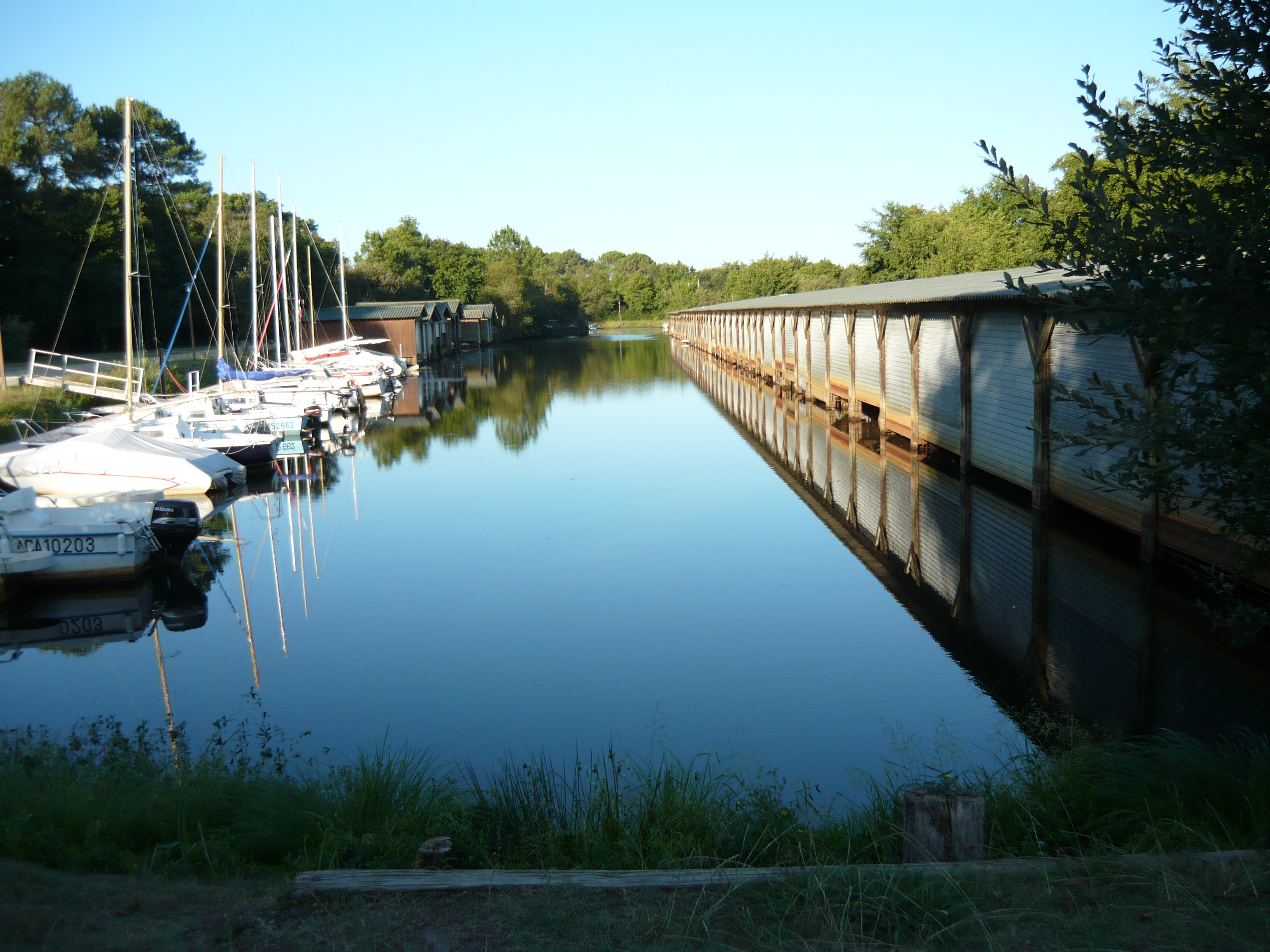
Port des Perches.
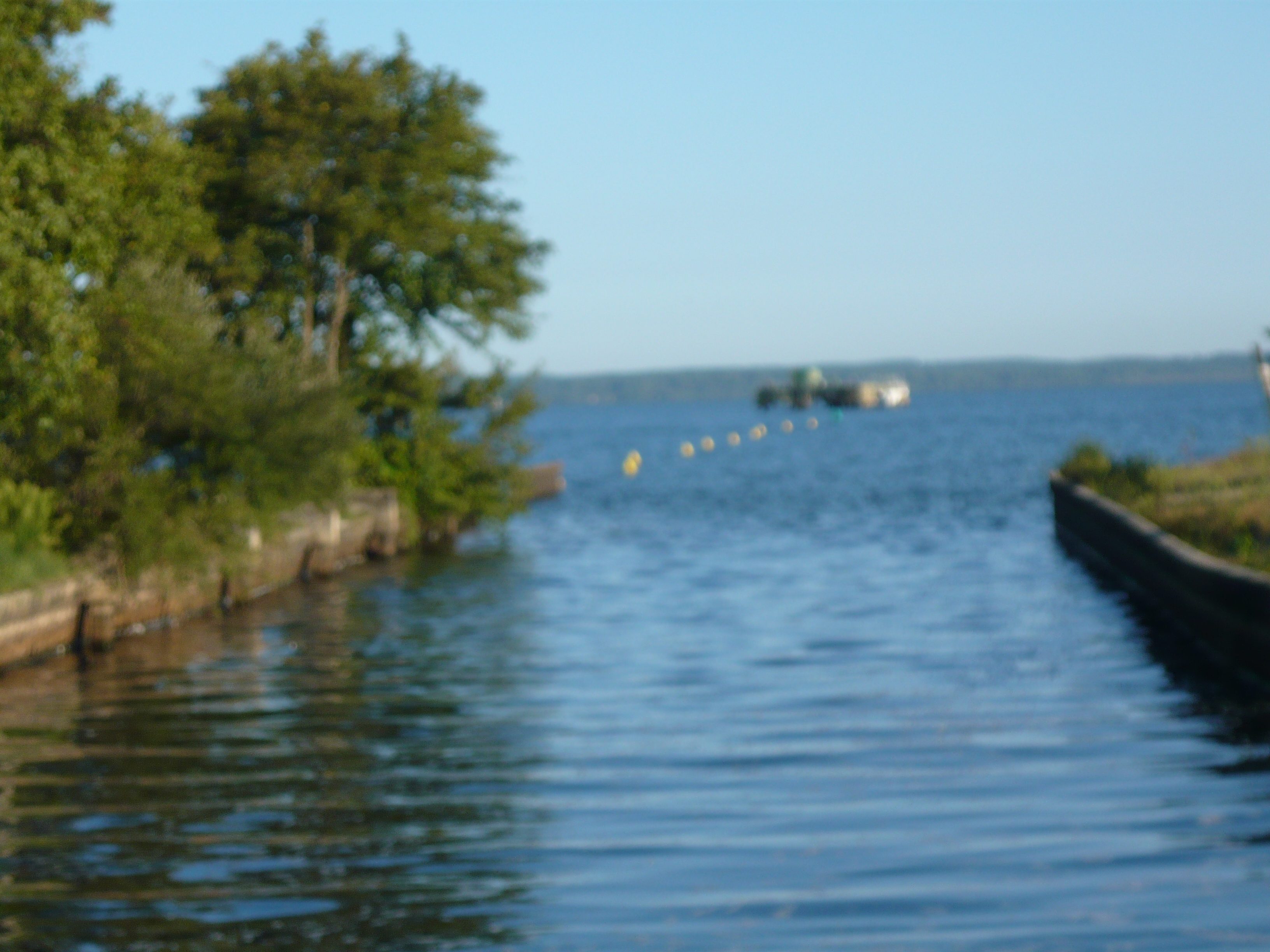
Chenal Port des Perches et Port des Brochets.

### Édifices et sites
- Église Sainte-Quitterie de Gastes

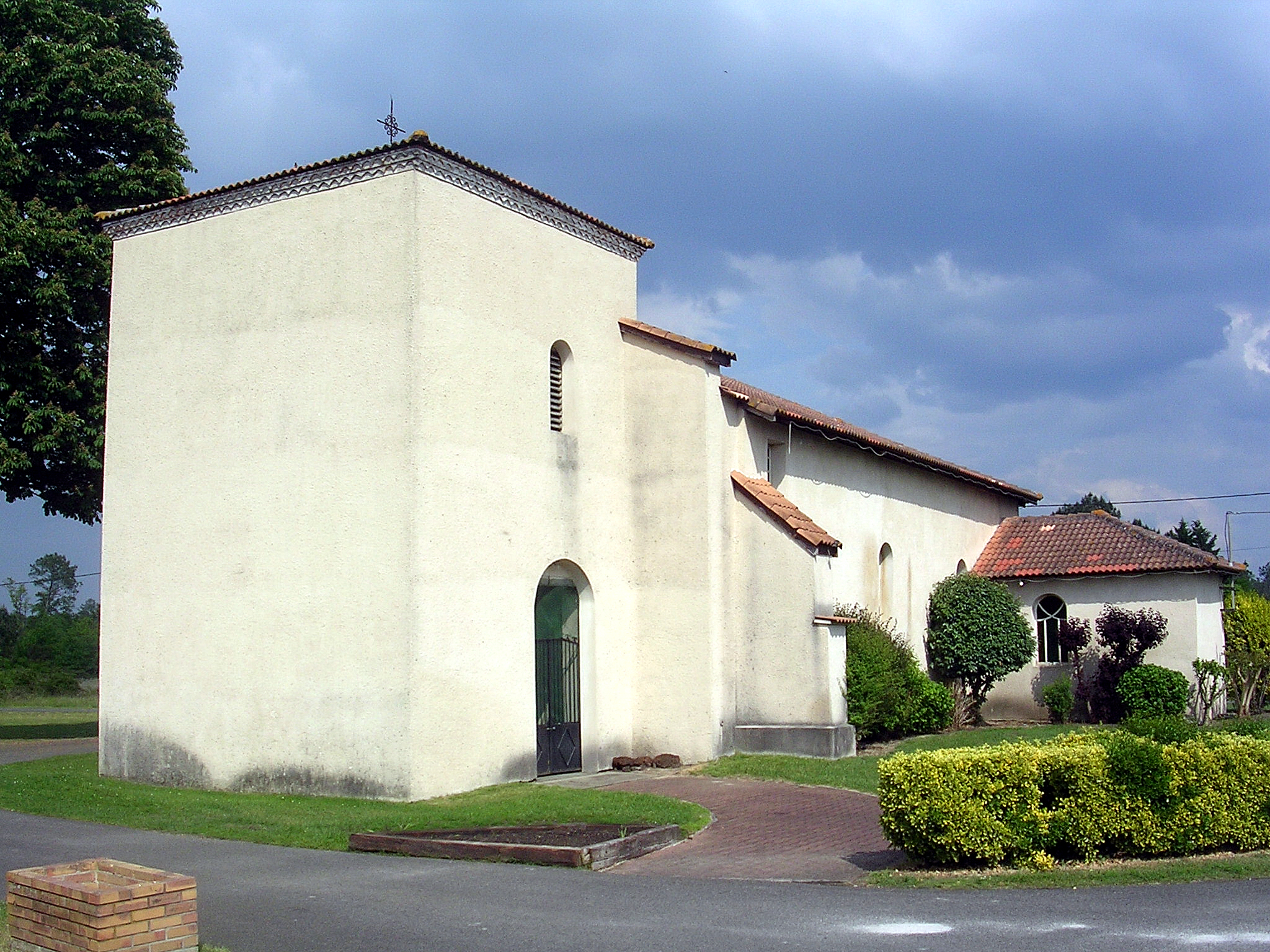
Église Sainte-Quitterie
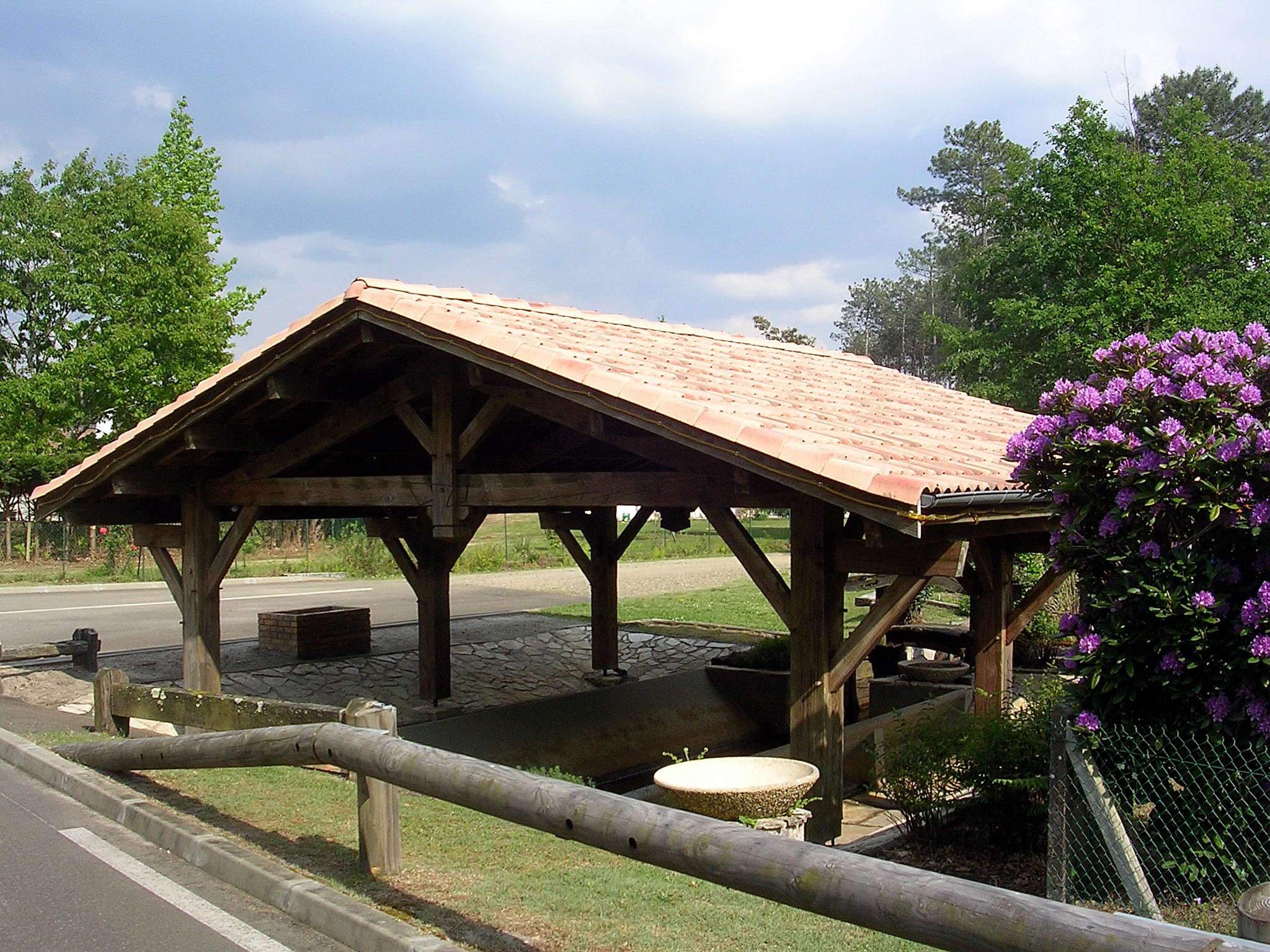
Ancien lavoir
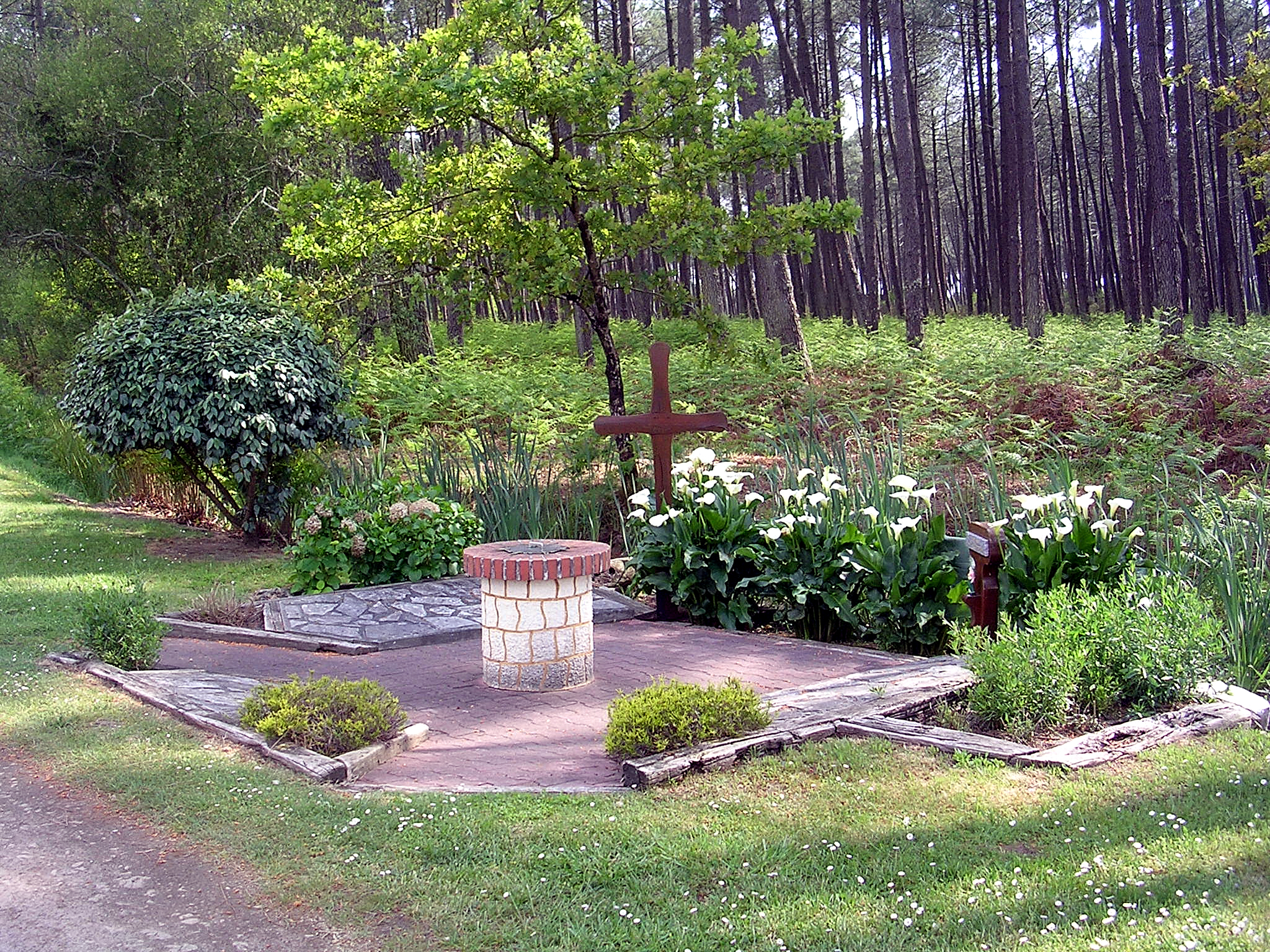
Fontaine de dévotion Sainte-Quitterie
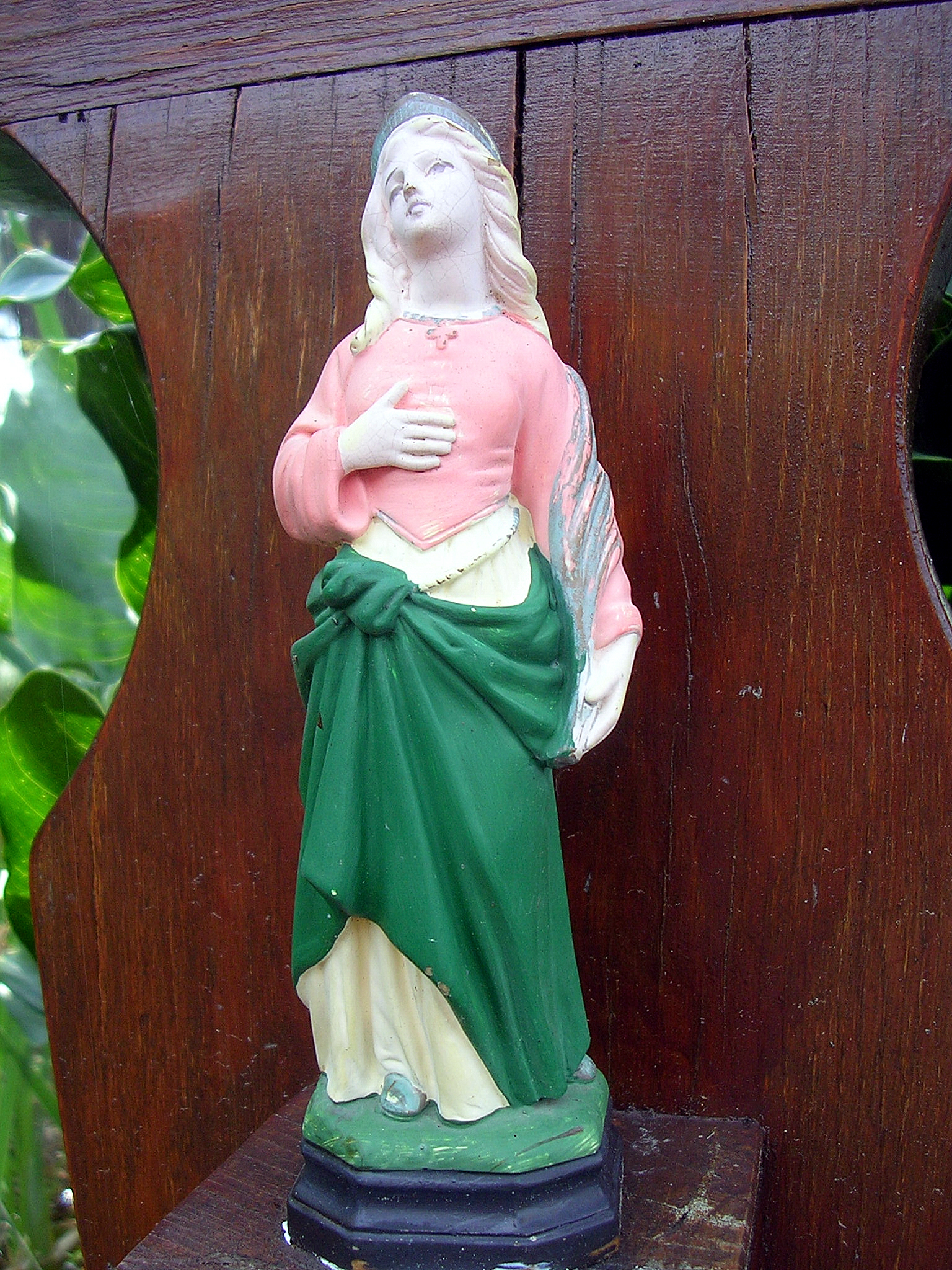
Statuette de sainte Quitterie sur le site de la fontaine

## Personnalités liées à la commune
- Hélène Biec, dite Lili Bontemps (1921-1979), chanteuse et actrice